# 피에트로 잔노네

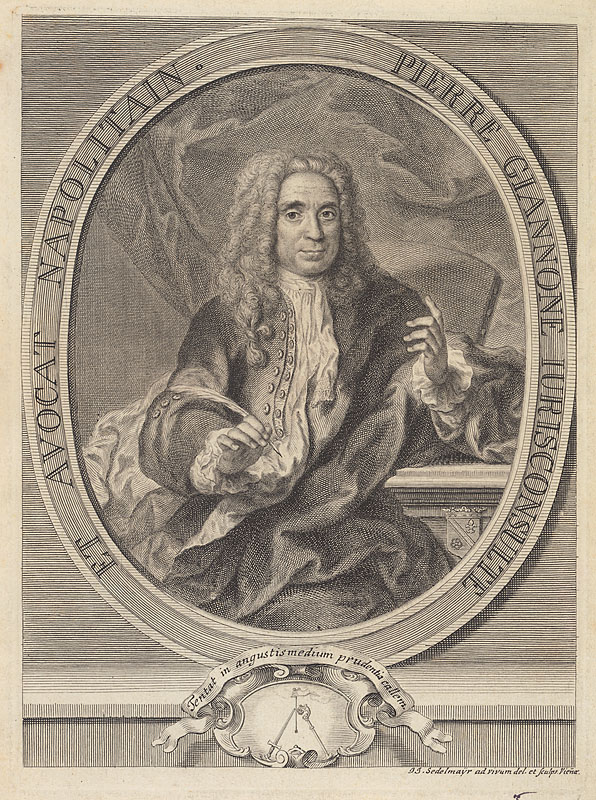
피에트로 잔노네

피에트로 잔노네(이탈리아어: Pietro Giannone, 1676년 5월 7일 - 1748년 3월 7일)는 이탈리아의 역사가이다. 그는 나폴리에서 교황의 막강한 영향력을 비판했다가 종신형을 선고받고 감옥에서 옥사했다.

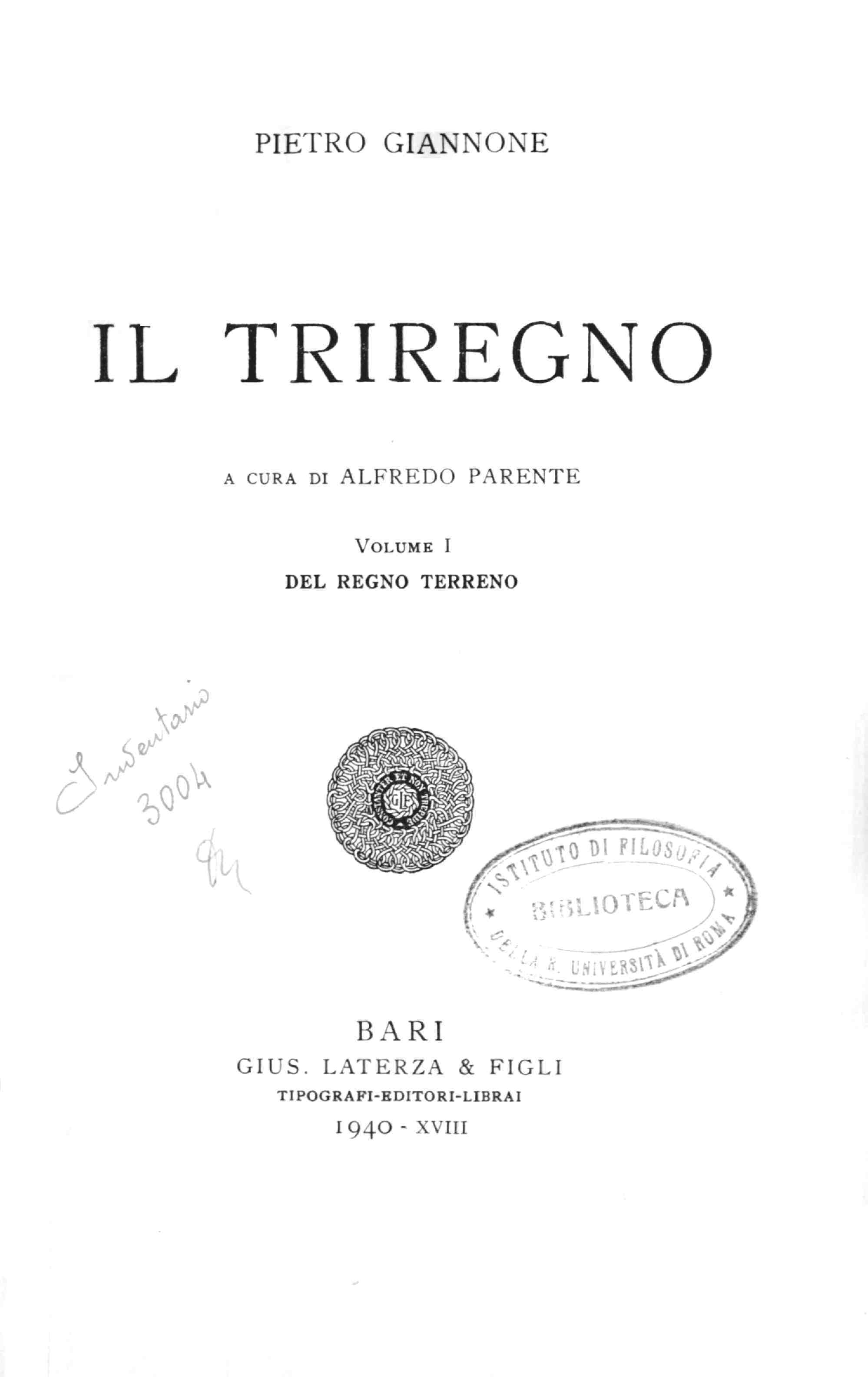
Il Triregno. Del regno terreno, Laterza, 1940

그는 《나폴리의 역사, Storia cicile del regno di Napoli 》를 1723년에 간행했다. 그는 이 책에서 "나폴리의 중세에 관한 진실을 과감히 밝혔다". 이 저서에서 로마 가톨릭 교회 체제와 시민 권력의 충돌 사이에서 시민의 편을 열렬히 지지하였다. 그는 교황의 권력과 교황청의 가혹한 처벌을 공격했기 때문에 로마 가톨릭 교회로부터 파문 당했다. 빈과 베네치아에 망명했지만 체포되어 1736년부터 사르디니아 종신 금고형에 처해져 트리어에서 옥사한다. 프랑스의 소설가 스탕달은 압제에 저항하다 죽은 역사가로서 잔노네를 저서에서 자주 언급하고 있다.